# Larry Campbell (Politiker)
Larry W. Campbell (* 28. Februar 1948 in Brantford, Ontario) ist ein kanadischer Politiker und ehemaliger Polizist. Er war von 2002 bis 2005 Bürgermeister von Vancouver und von 2005 bis 2023 Senator im kanadischen Senat.

## Biografie
Ab 1969 arbeitete Campbell in Vancouver für die Royal Canadian Mounted Police und gehörte ab 1973 der Drogenfahndung an. Von 1981 bis 1996 war er in der Rechtsmedizin des Bezirks Vancouver tätig, danach bis 2000 als oberster Leichenbeschauer (chief coroner) von British Columbia. 2002 wurde er als Kandidat der Mitte-links-Partei Coalition of Progressive Electors zum Bürgermeister von Vancouver gewählt.
Sein Wahlerfolg wurde seiner charismatischen und schillernden Persönlichkeit zugeschrieben. Seine frühere Tätigkeit als städtischer Leichenbeschauer diente als Vorlage für die erfolgreiche CBC-Fernsehserie Da Vinci’s Inquest. Campbell, der in der Öffentlichkeit meist mit Fedorahut und langem Mantel auftritt, wurde von vielen Wählern als das völlige Gegenteil seines Vorgängers Philip Owen empfunden, der ein steifes und langweiliges Image hatte.
Campbell ließ ein Referendum zur Frage durchführen, ob Vancouver Austragungsort der Olympischen Winterspiele 2010 sein solle. Er war der Ansicht, dass die von Gordon Campbell (nicht mit ihm verwandt) geführte Provinzregierung nicht allein darüber entscheiden sollte, sondern dass auch die Bürger der Stadt ihre Meinung dazu äußern dürften. Am 22. Februar 2002 sprachen sich in dem rechtlich nicht bindenden Referendum 63,9 % der Wähler für die Durchführung der Olympischen Winterspiele aus. Campbell, der zunächst kritisch eingestellt gewesen war, wechselte das Lager und unterstützte während des Abstimmungskampfes aktiv die Vorlage. Dies brachte ihm den Vorwurf ein, er richte sein politisches Handeln einzig nach der aktuellen Mehrheitsmeinung aus.
Der politisch zur Mitte tendierende Campbell zerstritt sich mit den links stehenden Mitgliedern von COPE und trat aus der Partei aus. Zusammen mit drei Stadtratsabgeordneten gründete er 2005 die Partei Vision Vancouver. Wenige Monate vor den Bürgermeisterwahlen gab er bekannt, nicht für eine zweite Amtszeit zu kandidieren. Am 2. August 2005 ernannte ihn Generalgouverneurin Adrienne Clarkson auf Vorschlag von Premierminister Paul Martin zum Senator. Im Senat gehörte Campbell der Fraktion der Liberalen Partei an, bis der Parteivorsitzende Justin Trudeau im Jahr 2014 beschloss, alle liberalen Senatsmitglieder aus der parlamentarischen Fraktion der Liberalen Partei auszuschließen, da diese nicht demokratisch legitimiert sind. Campbell gehörte dennoch für weitere zwei Jahre dem nun von der Partei unabhängigen Senate Liberal Caucus an. Im Dezember 2016 schloss er sich der Independent Senators Group an, die er im November 2019 wieder verließ, um der Canadian Senators Group beizutreten. Am 28. Februar 2023 schied er nach Erreichen der Altersgrenze von 75 Jahren aus dem Senat aus.